# Petre Bejan

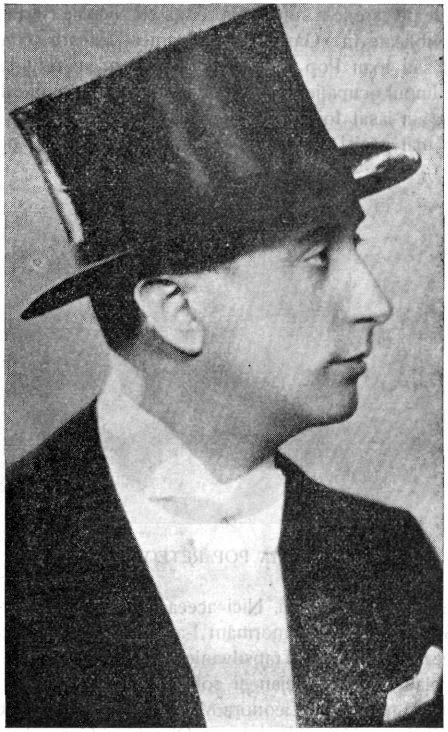
Petre Nicolae Francisc Bejan, um 1936

Petre N. Bejan, auch Petru N. F. Bejan  (* 2. Januar 1896 in Ploiești, Rumänien; † 6. September 1978 in Bukarest, Rumänien), war ein liberaler rumänischer Politiker und bis 1948 letzter Vorsitzender der National-Liberalen Partei (Partidul Național Liberal).
Der Sohn des aus Monor (Kreis Bistrița-Năsăud) stammenden Professors Nicolae Francisc Bejan (1862–1901) studierte Ingenieurwesen und widmete sich zunächst dem Straßen- und Brückenbau. Seit 1927 war er Mitglied der von Ionel Brătianu bzw. Vintilă Brătianu geführten National-Liberalen Partei, schloss sich nach dessen Tod jedoch der von Ion Duca bzw. Generalsekretär Gheorghe Tătărescu geführten Fraktion innerhalb der Partei an und saß ab 1933 als deren Abgeordneter im Parlament. In Tătărescus Regierung war er von Mai 1935 bis Februar 1937 Staatssekretär des Verteidigungsministers Paul Angelescu und von Februar bis November 1937 Staatssekretär des Ministerpräsidenten. Im Streit zwischen Dinu Brătianu und Tătărescu unterstützte er ab Dezember 1944 letzteren bei der Gründung seiner eigenen National-Liberalen Partei (Partidul Național Liberal – Tătărescu) und war von März 1945 bis November 1946 Minister für Industrie und Handel in Petru Grozas Nachkriegsregierung, in der Tătărescu Außenminister und Vizepremier war. Nach den Wahlen vom November 1946, bei denen die zum kommunistisch geführten Wahlblock (Nationale Front) gehörende Tătărescu-Partei die Brătianu-Partei schlagen konnte, saß er wieder als Abgeordneter im Parlament. Als Tătărescu jedoch gegen den zunehmenden Einfluss der von Gheorghe Gheorghiu-Dej geführten Rumänischen Kommunistischen Partei in Grozas Koalitionsregierung und die von ihr betriebene sozialistische Umgestaltung Rumäniens opponierte, wurde er im November 1947 zum Rücktritt gezwungen.
Welche Rolle Bejan, der offenbar zum prokommunistischen Parteiflügel gehörte, bei Tătărescus Sturz spielte, ist unklar bzw. unterschiedlich überliefert worden. Tătărescu hatte zuvor in einem Schreiben den politischen Schauprozess gegen Iuliu Maniu kritisiert, was Bejan als einen Fehler bezeichnete. Tătărescu hatte damit selbst Kritik auf sich gezogen, und mit Tătărescu stürzten auch die anderen nationalliberalen Minister. Eine Gruppe von prokommunistischen Dissidenten bzw. Funktionären innerhalb der Nationalliberalen Partei und ihres Zentralkomitees, angeblich vor allem solche, die um ihre eigenen einflussreichen Posten in der Verwaltung fürchteten, wählte nach Tătărescus Sturz Ende November bzw. Anfang Dezember 1947 Bejan zum neuen Parteivorsitzenden.
Von den Kommunisten geduldet, durfte Bejan, nachdem er sich von Tătărescu hatte distanzieren müssen, die Partei im Dezember 1947 bzw. Januar 1948 als Partidul Național Liberal – Bejan reorganisieren, in die Regierung wurde er jedoch nicht mehr aufgenommen. Er unterlag bei den Parlamentswahlen im März 1948 der Nationalen Front und musste unter dem Druck der Kommunisten die Partei Ende 1948 doch noch auflösen. Im Mai 1950 wurde er schließlich verhaftet und ins Sighet-Gefängnis verbracht wo auch Brătianu, Tătărescu und Maniu gefangengehalten wurden. Im Juli 1955 wurde Bejan zwar aus Sighet entlassen, blieb aber bis 1959 unter Hausarrest in der Ortschaft Măzăreni (Traian) bei Brăila in der Bărăgan-Steppe. Danach arbeitete er als Ingenieur in einem staatlichen Landwirtschaftsbetrieb.
Bejan hatte zwei Söhne namens Marius und Romulus. Sein Schwager war der General Virgil I. Bădulescu (1882–1944).

## Anmerkung
1. ↑  nur gelegentlich auch Petru N. F. Bejan, wobei "N" für Nicolae und "F" für Francisc stehen, die zumeist nicht ausgeschriebenen Vornamen seines Vaters bzw. Großvaters